# Almota quini
Almota quini är en spindelart som beskrevs av George William Peckham och Elizabeth Maria Gifford Peckham 1903. Almota quini ingår i släktet Almota och familjen hoppspindlar. Inga underarter finns listade i Catalogue of Life.